# السكرتير (مسلسل)
السكرتير (بالإسبانية: El Secretario) مسلسل كولمبي ذو طابع كوميدي ورومانسي من إنتاج قناة Caracol TV الكولمبية عرض على قناة فوكس مدبلجاً إلى اللهجة المصرية ويتحدث المسلسل عن قصة شاب كولومبي يعيش في نيويورك ويعرف بالصدفة أنه له ابنة في كولومبيا فيعود إلى بلده وهناك يواجه مشاكل عديدة ويضطر للعمل في وظيفة سكرتير من أجل إبنته ويقع في حب وغرام مديرته في العمل ويتعرض لمجموعة من الأحداث والمواقف الطريفة طوال فترة عمله.

## قصة المسلسل
يعيش عدنان في نيويورك منذ سبع سنوات، ورغم أنه درس العلوم المالية في بوغوتا، إلا أنه يعمل كعامل لتسليم البيتزا. يأمل عدنان أن يتحقق حلمه الأمريكي يوماً ما، إلا أن القدر كانت له تدابير أخرى، فقد اكتشف بفضل بعض الصور المنشورة على موقع الفيسبوك أن لديه ابنة في السادسة من عمرها لم تخبره صديقته السابقة لبنى أي شيء عنها، لذا قرر عدنان العودة لبلاده لشوقه للقاء ابنته جميلة.
ولأنه لم يكن يمتلك أي شيء، قرر عدنان أن يقبل عرضاً قدمه له أحد زبائن محل البيتزا، والذي اقترح عليه أن يحمل معه إلى كولومبيا حقيبة مليئة بالملابس هناك ويعطيها لشخص ما في مقابل تذكرة السفر التي لم يكن يملك ثمنها، ولكن الحقيبة اتضح أنها مليئة بالدولارات المخبأة، وتم القبض على عدنان المخدوع بمجرد خروجه من الطائرة.
حصل عدنان على إطلاق سراح مشروط لتعاونه مع الشرطة، لكن سجله الجنائي سيبقى دائماً موصوماً بهذه الحادثة، وكان للقائه بابنته جميلة في تغيير حياة هذا الإنسان المحطم، فحماسته وحبه الكبير كانا هما الشيئان الوحيدان اللذان يمكن أن يقدمهما لابنته حيث لا يمتلك المال ولا يقدر على الحصول على وظيفة بسبب هذه السابقة الجنائية، وبسبب هذا الوضع، كان عليه أن يحاول باستماتة.
وبعد محاولات كثيرة للحصول على وظيفة، انتهى به المطاف بمحاولة التقدم لوظيفة كاتب حسابات في شركة كوبيتو للصناعات، وهي أكبر شركة لورق التواليت في البلاد. لكن ما لم يخطر ببال هذا الرجل أن مصيره سيقوده للعمل كسكرتير في إدارة الشركة المذكورة، ومنذ اللحظة الأولى، لم يواجه عدنان المهام اليومية لوظيفة السكرتير فحسب، لكنه قابل أيضاً حب حياته وهي مديرته المسؤولة التنفيذية دنيا.
كتابة الخطابات والرد على الهاتف وتسجيل مواعيد اللقاءات والتعامل مع موظفي السكرتارية الآخرين وحالاتهم المزاجية المختلفة وحتى شراء الغداء، تعد كلها من المهام التي يتوجب عليه القيام بها، ويزيد عليها شعوره بخيبة أمل كبيرة عندما يعلم أن مديرته ستتزوج من مالك المؤسسة فراس السكري، وهو شخص طموح منافق يبذل أقصى ما في استطاعته ليتزوج دنيا، ولن يسمح لهذا السكرتير بالوقوف في طريقه.
يناضل عدنان كل يوم لإحراز المزيد من التقدم في العمل وتعويض ابنته عما فاتها من وقت معه وليثبت للجميع أن العمل في وظيفة ذات طابع نسائي يتطلب الكثير من الشجاعة، وكل هذا يدفعه لمحاولة الفوز بقلب امرأة من العسير الوصول إليها كدنيا .
هل سيتمكن هذا السكرتير من الفوز بقلب مديرته التي يعشقها وينجح في عمله ويصبح الأب المناسب لابنته؟

## شخصيات المسلسل
| الاسم الإسباني                      | الاسم العربي        | المدبلجين [بحاجة لمصدر] |
| ----------------------------------- | ------------------- | ----------------------- |
| Emilio Romero                       | عدنان رستم          | هاني عبد الحي           |
| Antonia Toni Fontalvo               | دنيا فوزان (دوندون) | لمياء سليمان            |
| Félix Segura                        | فراس السكري         | جهاد أبو العينين        |
| Mario Segura                        | عّمر السكري          | محمد أبو سعدة           |
| Paola Zorrilla                      | مايا ذو الفقار      | إيمان عياد              |
| Lorena Redín                        | لبنى راضي           | أمل عبد الله            |
| Valentina Redín                     | جميلة الضو          |                         |
| Franklin Sotomayor                  | فادي الحمصاني       | رامي الطمباري           |
| Gertrudis Dudis Buenahora           | جمانة (جوجي)        | سهير البدراوي           |
| Delfina                             | ريما                | لبنى ونس                |
| Olga Lucía Linares                  | سها مرس             | أسماء سمير إبراهيم      |
| Yensi Catalina López                | نانسي               | جيسيكا كالاتشي          |
| Milady Díaz                         | نيللي               |                         |
| Lucila Castillo                     | لوسي                |                         |
| Patricio Conde                      | فوزي كردي           | مصطفى البراء            |
| Álvaro Patequiva                    | بدران خليفة         |                         |
| Julián Aguirre                      | حسام سامر           |                         |
| Ernesto Castillo                    | أيوب مرزوق          | محمود عامر              |
| Michael Jair Riaño, aka Sangre azul | شاكر عوف            |                         |
| Tote                                | توتو                |                         |
| María Puentes                       | مروى                |                         |
| Alberto Ayala                       | مجدي                |                         |
| Restrepo                            | رؤوف                |                         |
| Dora Méndez                         | درة                 |                         |
| César Aristizábal                   | عمور                |                         |
| Camilo Turbay                       | كمال                |                         |

## وصلات خارجية
- السكرتير على موقع IMDb (الإنجليزية)
- السكرتير على موقع كينوبويسك (الروسية)
- السكرتير على موقع قاعدة بيانات الفيلم (الإنجليزية)

- الموقع الرسمي للمسلسل
- السكرتير على الفيسبوك  على فيسبوك.
- السكرتير على الفيسبوك - عربي  على فيسبوك.